# Mít Abú al-Kúm
Mít Abú al-Kúm (arabsky ميت أبو الكوم) je egyptská vesnice ležící v nilské deltě v guvernorátu Minúfija. Tato vesnice je rodištěm třetího egyptského prezidenta Anvara as-Sádáta. Nachází se zde jeho socha a v domě, ve kterém v mládí bydlel, je dnes jeho muzeum.